# Sinusuri intercavernoase
Sinusurile intercavernoase sunt două la număr, unul anterior și unul posterior și leagă cele două sinusuri cavernoase  de-a lungul liniei de mijloc. 

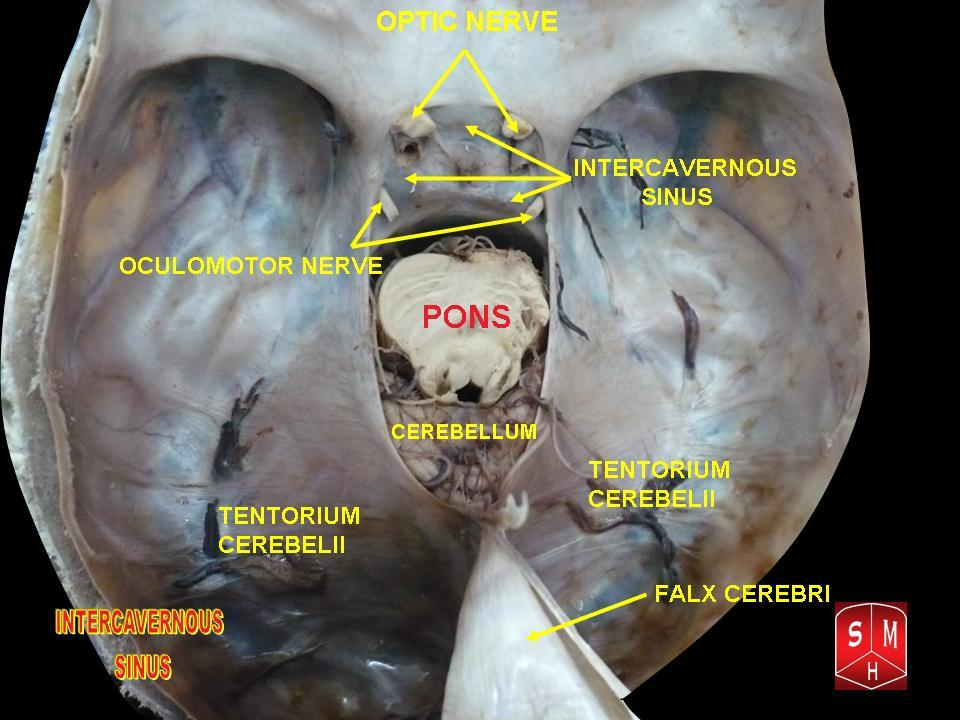
Sinusurile intercavernoase

Sinusul anterior trece prin fața hipofizei cerebrale (glanda pituitară), iar cel posterior în spatele ei și formează cu sinusurile cavernoase un cerc venos (sinusul circular) în jurul hipofizei. 
Cel anterior este de obicei cel mai mare dintre cele două, iar unul sau celălalt lipsește, ocazional. 